# Erzbistum San Fernando

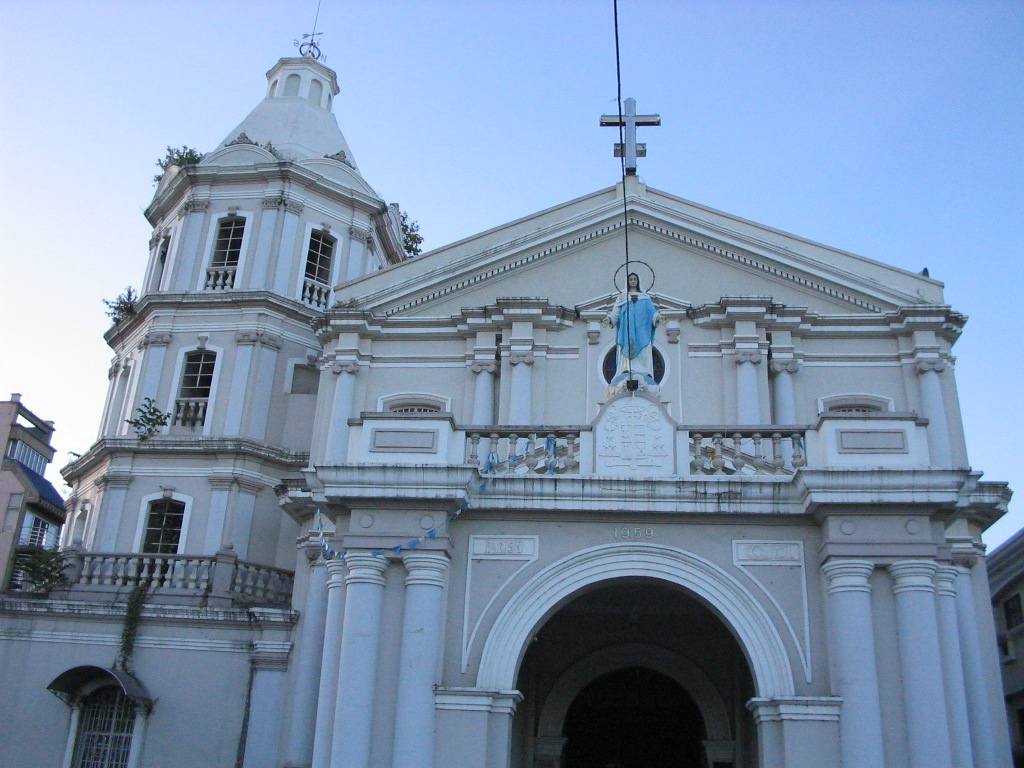
Metropolitan Cathedral of St. Ferdinand

Das Erzbistum San Fernando (lat.: Archidioecesis Sancti Ferdinandi) ist eine auf den Philippinen gelegene römisch-katholische Erzdiözese mit Sitz in San Fernando. Es umfasst die Provinz Pampanga.

## Geschichte
Papst Pius XII. errichtete das Bistum San Fernando mit der Bulle Probe noscitur am 11. Dezember 1948 aus Gebietsabtretungen des Erzbistums Manila, dem es auch als Suffraganbistum unterstellt wurde. Im Jahr 1950 wurde das Priesterseminar gegründet, das dem Patrozinium der Mutter vom guten Rat untersteht.
Mit der apostolischen Konstitution Aptam Ecclesiarum wurde das Bistum San Fernando am 17. März 1975 in den Rang eines Metropolitanerzbistums erhoben. Teile seines Territoriums verlor es zugunsten der Errichtung folgender Bistümer:
- 12. Juni 1955 an die Territorialprälatur Iba;
- 16. Februar 1963 an das Bistum Tarlac;
- 16. Februar 1963 an das Bistum Cabanatuan;
- 17. März 1975 an das Bistum Balanga.

## Ordinarien

### Bischöfe von San Fernando
- Cesare Marie Guerrero (14. Mai 1949 – 14. März 1957)
- Emilio Cinense y Abera (15. März 1957 – 17. März 1975)

### Erzbischöfe von San Fernando
- Emilio Cinense y Abera (17. März 1975 – 5. Mai 1978)
- Oscar V. Cruz (22. Mai 1978 – 24. Oktober 1988)
- Paciano Basilio Aniceto (31. Januar 1989 – 25. Juli 2014)
- Florentino Galang Lavarias (seit 25. Juli 2014)

## Statistik
| Jahr | Bevölkerung | Bevölkerung | Bevölkerung | Priester   | Priester           | Priester         | Priester               | Ständige Diakone | Ordensleute | Ordensleute | Pfarreien |
| Jahr | Katholiken  | Einwohner   | %           | Gesamtzahl | Diözesan- priester | Ordens- priester | Katholiken je Priester | Ständige Diakone | männlich    | weiblich    | Pfarreien |
| ---- | ----------- | ----------- | ----------- | ---------- | ------------------ | ---------------- | ---------------------- | ---------------- | ----------- | ----------- | --------- |
| 1950 | 884.338     | 982.765     | 90,0        | 116        | 103                | 13               | 7.623                  |                  |             | 30          | 89        |
| 1970 | 657.289     | 799.104     | 82,3        | 109        | 97                 | 12               | 6.030                  |                  | 16          | 83          | 59        |
| 1980 | 968.000     | 1.043.000   | 92,8        | 87         | 78                 | 9                | 11.126                 |                  | 16          | 104         | 51        |
| 1990 | 1.435.000   | 1.455.000   | 98,6        | 142        | 119                | 23               | 10.105                 |                  | 28          | 100         | 64        |
| 1999 | 2.037.218   | 2.765.872   | 73,7        | 144        | 128                | 16               | 14.147                 |                  | 38          | 108         | 84        |
| 2000 | 2.671.487   | 2.840.178   | 94,1        | 148        | 134                | 14               | 18.050                 |                  | 38          | 142         | 84        |
| 2004 | 2.800.000   | 3.000.000   | 93,3        | 162        | 145                | 17               | 17.283                 |                  | 52          | 152         | 93        |
| 2010 | 3.145.000   | 3.370.000   | 93,3        | 164        | 150                | 14               | 19.176                 |                  | 36          | 118         | 92        |
| 2022 | 2.494.547   | 2900637     | 86,0        | 162        | 146                | 16               | 15.398                 |                  | 23          | 137         | 97        |